# Guaduas
Guaduas là một khu tự quản thuộc tỉnh Cundinamarca, Colombia. Thủ phủ của khu tự quản Guaduas đóng tại Guaduas Khu tự quản Guaduas có diện tích ki lô mét vuông. Đến thời điểm ngày 28 tháng 5 năm 2005, khu tự quản Guaduas có dân số 22858 người.